# Castianeira arcistriata
Castianeira arcistriata är en spindelart som beskrevs av Yin et al. 1996. Castianeira arcistriata ingår i släktet Castianeira och familjen flinkspindlar. Inga underarter finns listade.